# ОШ „Ђура Јакшић” Подновље
Основна школа „Ђура Јакшић” је основна школа у Подновље, насељеном мјесту на териорији града Добој. Налази се на адреси Подновље бб. Име је добила по писцу Ђури Јакшићу.

## Историјат
Основна школа је смјештена у новом објекту у центру села, преко пута старе зграде школе. Стари објекат школе у Подновљу је изграђен 1958. године. Нова зграда са спортском салом изграђена је 2019. године. Свечано отварање обиљежено са важним узваницама 27. марта 2019. године. Изградњу зграде је финансирала Градска управа Града Добоја и Америчка амбасада, укупне вриједности два милиона КМ. У нови објекат Школа је усељена у септембру 2023. године након периода адаптације зграде, поправке зидова у које је Град Добој уложио додатних 10.000 КМ, а за остале потребе Министарство просвјете и културе Републике Српске 80.000 КМ, а UNDP 11.000 KM.

## Активности
- Дани отворених врата са припадницима МУП-а[4]
- Прољећно чишћење дворишта школе[5]
- Обиљежавање Међународног дана борбе против мина, 4. 4. 2023. године[6]
- Васкршња радионица „У сусрет Васкрсу“[7]